# 허클베리 핀 (밴드)
허클베리핀(Huckleberryfinn)은 1997년에 결성된 한국의 대표 인디 1세대 밴드이다.

## 개요
27년간 리더 이기용을 제외한 몇 번의 멤버 교체가 있었고, 보컬 이소영은 1999년 부터 합류했다.
현재 멤버로는 이기용 (기타, 보컬, 베이스, 신스), 이소영(보컬, 신스), 성장규(기타, 신스, 미디 프로그레밍)의 3인조로 구성되어 있다.
지금까지 총 7장의 정규 음반을 발표했으며, 1집과 3집은 한국 대중음악 100대 명반에 랭크되어 있을 정도로 음악적으로 좋은 평가를 받고 있다.
가장 최근에 발표한 앨범인 7집과 그 이전의  음반들 대부분이 모두 한국 대중 음악상에 후보로 오르면서 현재까지도 음악적 실력을 인정받고 있는 한국의 대표적인 밴드이다.
허클베리핀 이라는 이름은 리더인 이기용이 만들었다. 이기용은 허클베리핀의 자유롭고, 반항적이며, 모험심이 강한 이미지가 록 밴드의 이름에 어울린다고 생각했다고 한다.
비슷한 시기에 출발한 대부분의 밴드들이 음악을 그만 뒀거나, 과거의 영광을 재연하는 데 그치는 데 반해 허클베리핀은 발표한 매 음반 마다 음악적으로 높은 평가를 받으며 끊임없이 새로운 시도를 하는 점에서 한국에서  독보적인 위치를 차지하는 밴드라고 평가받고 있다.

## 역사

#### 1집 18일의 수요일 (1998)
1998년 발매된 데뷔 앨범. 현재와는 많이 다른 그런지 성향의 앨범이다. 대표곡으로는 보도블록, 갈가마귀, 죽이다 등이 있으며, 이 당시 이기용은 라이브에서 기타와 베이스를 번갈아 가며 연주를 했다.
참고로 보도블록의 뮤직비디오는 영화 ‘올드 보이’로 유명한 배우 유지태의 신인시절 모습을 볼 수 있으며, 죽이다는 영화 질주의 O.S.T.로 사용되기도 했다.
2007년 경향신문에 공개된 한국 대중음악 100대 명반 중 64위를 차지했다.

#### 2집 나를 닮은 사내 (2001)
허클베리핀의 대표곡 중 하나인 사막이 실린 앨범이며, 현재 보컬 이소영이 합류한 첫 정규앨범이다. 허클베리핀의 올드팬들이 가장 애착하는 앨범 중 하나이지만 이기용은 녹음에 대한 아쉬움을 표하며 2024년 말 재녹음하여 다시 발매할 예정이라고 했다.
이기용을 제외한 1집의 멤버들이 탈퇴한 후 나온 첫 앨범이라 허클베리핀의 새로운 시작을 알리는 앨범으로도 볼 수 있다.
사막은 EBS 공감에서 선정한 인디 20, 결정적 노래들에 선정되기도 했다. 그 외에도 Em, Silver 등의 감성적인 트랙들도 좋은 반응을 얻었다.

#### 3집 올랭피오의 별 (2004)
2004년 발표된 정규 3집. 1집과 마찬가지로 경향신문에 공개된 한국 대중음악 100대 명반에 85위로 이름을 올렸으며, EBS 공감 에서도 2024년에 공개된 2000년대 한국 대중음악 명반으로 소개되었다.
2005 한국 대중음악상 올해의 앨범, 최우수 모던록 음반에 노미니 되었다. 그만큼 완성도 높은 수작으로 현재까지 거론되고 있으며, 이기용은 이 음반과 자신의 솔로 프로젝트인 스왈로우 1집으로 2005년 한국 대중음악상 특별상을 수상했다.
대표곡으로는 연, I Know, 불안한 영혼, 올랭피오의 별 등이 있다.

#### 4집 환상…나의 환멸 (2007)
2008년 한국 대중음악상 최우수 모던록 음반을 수상한 정규 4집.
밤이 걸어간다, 낯선 두 형제 그리고 휘파람, 환상 환멸 등 허클베리핀이 추구하는 강렬한 록과 포크적 감성이 풍부한 트랙들로 채워져 있는 앨범이다.
앨범의 첫 곡인 밤이 걸어간다는 현재까지도 허클베리핀의 공연에서 빼놓을 수 없는 중요한 트랙으로 자리 잡고 있다.
또한, 이 앨범은 그해 시상식에서 올해의 음반, 최우수 모던록 노래 <낯선 두 형제>에 노미니 되기도 했다.
이후 나올 5집 ‘까만 타이거’와 함께 허클베리핀 앨범 중에서 가장 록 적인 성향이 강한 앨범.

#### 5집 까만 타이거 (2011)
2012년 한국 대중음악상 최우수 모던록 음반, 최우수 모던록 노래 <빗소리>에 노미니 되었다.
4집 ‘환상…나의 환멸’에 이어 록 적인 성향이 강한 앨범. 이전까지의 허클베리핀의 음악과는 조금 다른 성향의 신시사이저의 비중이 높은 앨범이며 새로운 리스너 들을 흡수하는결과를 보여줬다.
2011년 포털 사이트 Daum에서 주최한 Daum 뮤직 올해의 인디 뮤지션, 올해의 음반으로 선정됐다.
빗소리, 쫓기는 너, 숨 쉬러 나가다 등의 대표곡들이 있으며 이 곡들 역시 그들의 공연에 중요 셋 리스트이다.

#### 6집 오로라 피플 (2018)
2011년 5집 이후 7년 만에 발표된 정규 6집이다. 이전까지 3, 4년 주기로 정규 앨범을 발표했던 것에 비하면 꽤 시간이 걸린 앨범이다.
높은 완성도, 그리고 제주도에 머물며 준비해온 앨범인 만큼 이전 앨범과는 달리 몽환적인 포스트록, 앰비언트 록 장르의 곡들이 담겨 있다.
2019년 한국 대중음악상 올해의 앨범, 최우수 모던록 음반, 최우수 모던록 노래 <누구인가>에 노미니 됐었다.
허클베리핀의 앨범 중에서 록 음악적인 성향이 가장 적은 앨범으로 평가받는다. 하지만 그만큼 더 깊어진 내면을 느낄 수 있는 앨범으로 허클베리핀이 여전히 치열하게 음악을 하고 있다는 것을 증명하는 앨범이기도 하다.

##### 7집 The Light Of Rain (2022)
2022년 발매된 가장 최근 정규앨범. 허클베리핀의 앨범 중에서 가장 다채로운 색깔을 가진 앨범이라고 할 수 있다.
이미 해외에서도 많이 알려진 강렬한 기타 리프의 Tempest와 이기용의 보컬이 돋보이는 ‘너를 떠올린 건 항상 밤이었다’(영문명 ‘The Nights’) 가 재녹음 되어 실렸고,  눈과 금성 등 팝 적인 면이 강조된 곡들이 수록되어 있다.
이 앨범 역시 2023년 한국 대중음악상 최우수 모던록 앨범과, 최우수 모던록 노래 <Tempest>에 노미니 됐었다.
1집과 무려 24년 차이 나는 7집은, 그동안 수없이 지나온 과거의 앨범과는 또 다른 변화를 만들어 냈다는 점, 그리고 사운드 면에서도 이전과는 다른 차별점을 주어 동시대성을확보했다는 점에서 무척 고무적이다.
이 앨범 역시 또 한번 사운드의 변화를 성공적으로 이끌어내며 역시 허클베리핀이라는 찬사를 받은 바 있다. 이정도로 끊임없이 높은 완성도를 가진 음반을 25년 째 발표한 밴드는 거의 없다.

## 비정규 앨범

#### 허클베리핀 라이브 앨범 (2010)
2000년대 후반 허클베리핀의 음악 여정을 보여주는 라이브 앨범으로 CD와 DVD로 함께 발매되었다. 여러 뮤지션과의 협업한 음원들이 인상적이며 베스트앨범이라 불러도 될 만큼 많은 사랑을 받았던 그들 최고의 곡들로 채워져 있다.

#### 악마판사O.S.T. (2021)
허클베리핀이 처음으로 참여한 드라마 O.S.T.이다. 지성, 김민정 주연으로, 2021년 7월에 방영됐었다. 이 앨범에 수록된 ‘Tempest’와 ‘너를 떠올린 건 항상 밤이었다’로 해외 팬들에게 많이 알려지게 되었고, Tempest는 유튜브에서 130만이 넘는 조회수를 기록하기도 했다.

#### The Riff Live Album Part.1, Part.2 (2023)
허클베리핀의 가장 최근 라이브를 Vjing의 영상미와 함께 볼 수 있는 라이브 클립. 총 10곡의 중요 트랙들을 묶어 2장의 앨범으로 발표하였으며, 유튜브에 공개된 비디오와 함께 발매했다.
비교적 최근 앨범 위주로 선곡한 것이 인상적이며, 인디 1세대 밴드의 현재와 미래를 엿볼 수 있다.

#### 옷 젖는 건 괜찮아 <산울림 50주년 기념 프로젝트> (2024)
1986년 발매된 산울림 정규 11집에 실린 옷 젖는 건 괜찮아를 편곡, 수록했다. 원곡은 그 당시에 발매됐던 뉴웨이브 사운드의 영향을 받은 곡으로 허클베리핀이 재해석해서 새로 만든 기타 리프와 원곡의 재기 넘치는 편곡을 한층 더 현대적으로 리메이크했다.

## 구성원
- 이기용 (1972년 3월 25일생) - 리더, 기타, 보컬, 베이스, 신스. 솔로 프로젝트 스왈로우 활동
- 이소영 (1977년 12월 2일생) - 보컬, 신스
- 성장규 (1980년 11월 25일생) - 기타, 신스, 미디 프로그레밍

### 라이브 멤버
- 이설 - 드럼, 밴드 The Bowls의 멤버
- 전신웅 - 베이스
- 임지영 - 바이올린
- 최윤정 -  바이올린

### 이전 구성원
- 남상아 (1973년 1월 16일생) - 보컬, 기타 (1집) (현 3호선 버터플라이의 멤버)
- 김상우 - 드럼 (1집) (현 몸과 마음의 멤버)
- 김원구 (1980년 10월 13일생) - 베이스 (2집)
- 김윤태 (1971년 11월 1일생) - 드럼 (2~4집)(현 한음파의 멤버)
- 강해진 - 바이올린 (2~3집)
- 송은정 - 바이올린 (3집)
- 김구영 - 비올라 (3집)
- 김명선 - 키보드, 피아노 (3집)
- 루네 - 코러스, 키보드, 피아노 (4~5집)
- 장혁조 (1976년생) - 베이스 (3집, 5집) (한음파의 멤버)
- 구태훈 - 드럼 (5집)
- 송명훈 - 퍼커션 (4~5집), 드럼 (2015~2016년 싱글 앨범)
- 김진중 - 베이스 (4집, 2015~2016년 싱글 앨범)
- 이화익 - 드럼
- 정현서 - 베이스, 밴드 투명 활동

## 음반 목록

### 정규 앨범
- 18일의 수요일 (1998년)
- 나를 닮은 사내 (2001년)
- 올랭피오의 별 (2004년)
- 환상... 나의 환멸 (2007년)
- 까만 타이거 (2011년)
- 오로라피플 (2018년)
- The Light Of Rain (2022년)

### 싱글
- 허클베리핀 싱글 (2007년 1월 12일)
- Girl Stop (2011년 5월 13일)
- 사랑하는 친구들아 안녕 나는 너희들이 모르는 사이에 잠시 지옥에 다녀왔어 (2015년 11월 18일)
- 올랭피오의 별 (Re-Recording) (2015년 12월 16일)
- 뜨거운 불로 만들어진 새는 그녀의 팔에서 태어났다 (2016년 10월 6일)
- 항해 (2018년 9월 5일)
- Sunlight (2020년)
- 금성 (2021년)
- Tempest (2021년 악마판사 O.S.T.)
- 너를 떠올린 건 항상 밤이었다 (2021년 악마판사 O.S.T.)
- 눈 (2022년)
- 옷 젖는 건 괜찮아 (2024년 산울림 50주년 기념 프로젝트)

### 라이브 앨범
- Huckleberry Finn Live (2010년 9월 7일)
- The Riff Live Album Part.1, Part.2 (2023년)

### 헌정 앨범
- 2011 들국화 리메이크 (2011년 5월 26일)
- 옷 젖는 건 괜찮아 (2024년 산울림 50주년 기념 프로젝트)

### 참여 앨범
- THE GREEN NIGHT (1999년)
- 영화 섬 OST (1999년)
- 2001 Ssamzie Sound Festival (2001년)
- SAVe tHE AiR Green Concert (2011년 1월 27일)

## 수상
- 2005년 제2회 한국대중음악상 선정위원회 특별상 《이기용: 스왈로우 1집 'Sun Insane', 허클베리핀 3집 '올랭피오의 별》
- 2007년 제4회 한국대중음악상 올해의 앨범, 최우수 모던록 음반 《이기용: 스왈로우 2집 'Aresco'》
- 2008년 제5회 한국대중음악상 최우수 모던록 음반상 《허클베리핀 4집 '환상...나의 환멸'》
- 2011년 Daum 이매진 어워드 올해의 음반 《허클베리핀 5집 '까만 타이거'》
- 1차 한국대중음악 100대 명반 86위 《허클베리핀 1집 '18일의 수요일'》
- 2차 한국대중음악 100대 명반 64위 《허클베리핀 1집 '18일의 수요일'》 / 85위 《허클베리핀 3집 '올랭피오의 별'》
- 2024년 EBS 스페이스 공감 선정 2000년대 한국 대중음악 명반 100 《허클베리핀 3집 '올랭피오의 별'》